# تپه بزرگ کندر

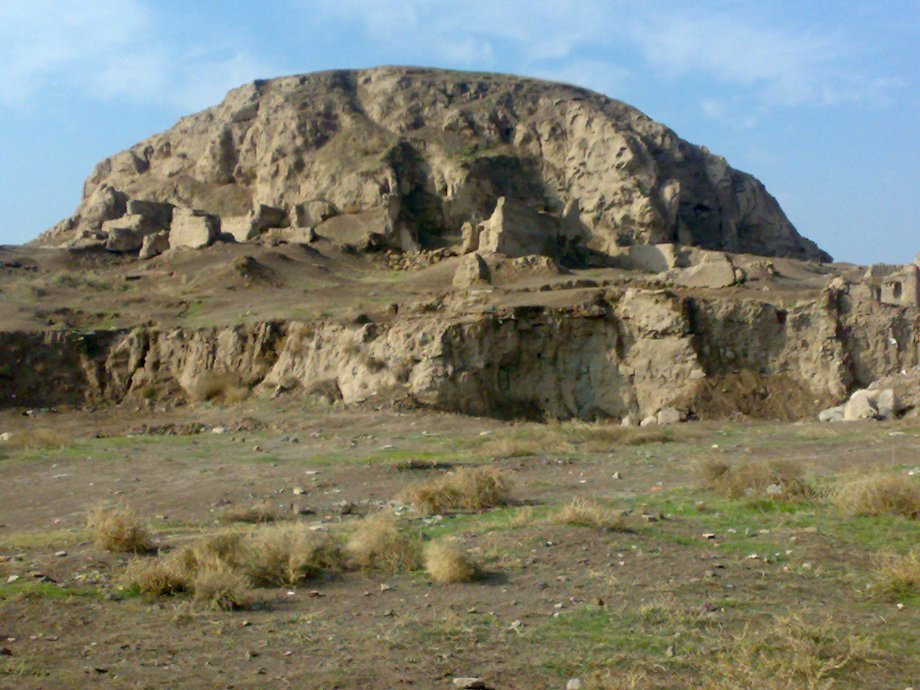
تپه بزرگ روستای کندر قزوین

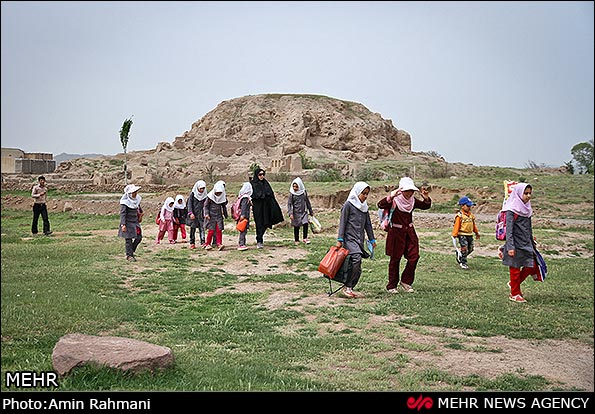
تپه بزرگ روستای کندر قزوین

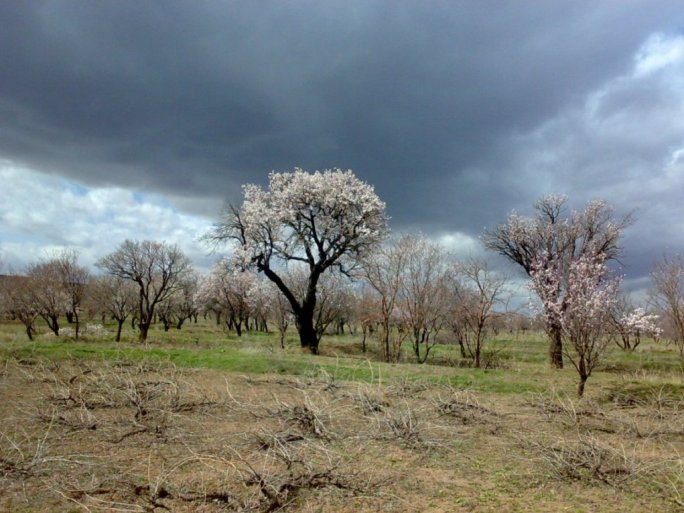

تپه بزرگ کندر مربوط به دوران‌های تاریخی پس از اسلام است و در شهرستان تاکستان، روستای کندر واقع شده و این اثر در تاریخ ۲۸ فروردین ۱۳۸۰ با شمارهٔ ثبت ۳۷۳۸ به‌عنوان یکی از آثار ملی ایران به ثبت رسیده است.